# اچ‌دی ۱۳۰۹۴۸
اچ‌دی ۱۳۰۹۴۸ یک ستاره است که در صورت فلکی گاوران قرار دارد.